# Roger de Wavrin
Roger de Wavrin (parfois Oger), mort à Saint-Jean-d'Acre le 23 novembre 1191, est un prélat français du XIIe siècle. Il est le fils de Roger III de Wavrin, sénéchal de Flandre, et d'Emma, dame de Villers, de Saint-Venant et de Malannoy.

## Biographie
Dans un premier temps, il est archidiacre de Cambrai. À l'époque, le diocèse de Cambrai est très vaste. Il couvre une bonne partie du Nord de la France et va d'Anvers à Valenciennes. En 1179, Roger est élu et, ensuite, consacré évêque de Cambrai à Rome par Guillaume, archevêque de Reims. 

Il participe cette année au troisième concile du Latran. Parmi les canons issus de ce concile, notons l'élection du pape à la majorité des deux tiers des voix des cardinaux électeurs et l'interdiction de consacrer un évêque âgé de moins de 30 ans. La nomination des évêques était souvent fort politisée à cette époque et des évêques étaient parfois élus alors qu'ils étaient encore très jeunes, comme cela venait d'être le cas pour Pierre d'Alsace-Flandre qui renonça à son évêché avant d'être consacré. Pierre d'Alsace-Flandre, fils de Thierry d'Alsace, comte de Flandre, était le beau-père de Robert de Wavrin, un neveu de l'évêque Roger de Wavrin. Parmi les autres canons importants issus de ce concile, nous trouvons : l’interdiction des tournois, la gratuité de l’administration des sacrements, l’exhortation à la croisade contre les albigeois, la régulation du train de vie des prélats et l’excommunication de ceux qui fourniraient des armes aux Sarrasins.

En 1180, l'évêque Roger lève de terre le corps de Saint-Ghislain, de Saint-Sulpice et de Sainte-Léocadie. En 1182, il accorde à l'abbaye de Saint-Thierry de Reims l'autel de Celles, et confirme à l'abbaye de Saint-Denys l'église de Forest. Il a fondé aux faubourgs de Cambrai deux abbayes : Cantimpré, pour des chanoines réguliers, et Prémy, pour des religieuses du même ordre, celui de Saint Augustin. Il est également un des fondateurs de l'hôpital Saint-Jean à Bruxelles (1186), hôpital encore en fonction aujourd'hui. 
L'évêque Roger entreprend en 1189 le voyage aux saints lieux (lors de la troisième croisade) avec deux de ses frères, Hellin, seigneur de Wavrin, sénéchal de Flandre, et Robert de Wavrin, dit de Senghin, ainsi qu'avec son neveu, Pierre du Maisnil, et son beau-frère, Michel de Harnes. Michaud, dans son Histoire des Croisades, précise que Roger, l’évêque de Cambrai, et le vicomte Raymond II de Turenne commandaient les étendards flamands pendant le siège de Saint-Jean-d'Acre à la suite du décès (1er juin 1191) de Philippe d'Alsace, comte de Flandre. L'évêque Roger se préparait à quitter la Palestine, lorsqu'une maladie de quelques jours l'enlève le 23 novembre 1191. Il ne périt pas seul dans cette expédition désastreuse. Son frère, Hellin, et Raymond II de Turenne ont aussi trouvé la mort lors du même siège de Saint-Jean d'Acre. 
Son épiscopat avait été agité et troublé par plusieurs mouvements insurrectionnels des bourgeois de Cambrai; et un diplôme impérial de Frédéric V de 1184, a diminué de beaucoup les prérogatives épiscopales en concédant au peuple d'assez grands privilèges.
Jean d’Antoing, neveu de l'évêque Roger, lui succéda comme évêque de Cambrai.